# Turkmenistán en los Juegos Paralímpicos de Pekín 2008
Turkmenistán estuvo representado en los Juegos Paralímpicos de Pekín 2008 por tres deportistas, dos mujeres y un hombre. El equipo paralímpico turcomano no obtuvo ninguna medalla en estos Juegos.